# Dobermann (Kurzfilm)
Dobermann ist ein deutscher Kurzfilm von Regisseur Florian Henckel von Donnersmarck aus dem Jahr 1999.

## Handlung
Ein Mann macht einen Morgenspaziergang. Dabei ärgern ihn mehrere Hunde. Er wird angebellt und tritt in einen Hundehaufen. Als er von einem Dobermann angebellt wird, der sich in einem geschlossenen Auto befindet, ärgert er diesen. Er zieht Fratzen vor dem Fenster, beschimpft den Hund und bläst dem Hund durch das nur zu einem Schlitz geöffneten Fenster ins Gesicht. Der Hund springt daraufhin durch das Fenster und rast hinter dem Mann her. Als dieser über eine Mauer klettert, erwischt der Hund ihn an der Jacke. Ihm gelingt die Flucht, doch der Hund springt über die Mauer. Im Wald versteckt sich der Mann, doch der Hund nimmt die Fährte wieder auf. Als er ihn fast erwischt, verheddert sich die Leine des Hundes an einem Baum. Die beiden schauen sich aus nächster Nähe an, als der Ast abbricht.

## Hintergrund
Der Film hatte seine Premiere am 12. Dezember 1999.  Er wurde auf diversen Filmfestivals gezeigt. Produziert wurde der Film von der Hochschule für Fernsehen und Film München (HFF). Es war der erste Übungsfilm von Regisseur Florian Henckel von Donnersmarck und gewann diverse Preise. Die Hauptrolle besetzte er mit einem Freund, das Budget betrug 400 Deutsche Mark. Der Film wurde in Schwarzweiß gedreht.

## Rezeption
Der Filmdienst urteilte „Ganz nah am Hund und am Boden ist die Kamera, das schafft eine starke Dynamik und eine Atmosphäre, die bedrohlich und witzig zugleich ist“. Die Süddeutsche Zeitung nannte den Film „[e]ine Eine Schwarz-Weiß-Übung in klassischer Slapstick-Manier“.

## Auszeichnungen
Insgesamt erhielt der Film vier Auszeichnungen. Unter anderem ist er der erste Preisträger des Shocking Shorts Award des deutschen Pay-TV-Senders 13th Street, der im Rahmen des Filmfests München vergeben wurde.
| Jahr | Wettbewerb                              | Kategorie             | Resultat | Einzelnachweis |
| ---- | --------------------------------------- | --------------------- | -------- | -------------- |
| 2000 | Filmfestival Max Ophüls Preis           | Bester Kurzfilm       | Gewonnen | [ 5 ] [ 6 ]    |
| 2000 | Filmfest Dresden                        | Bester Kurzfilm       | Gewonnen | [ 5 ] [ 6 ]    |
| 2000 | Filmfest München                        | Shocking Shorts Award | Gewonnen | [ 5 ] [ 6 ]    |
| 2000 | Internationales Filmwochenende Würzburg | Kurzfilm-Preis        | Gewonnen | [ 7 ]          |